# Šerm na Letních olympijských hrách 1980
Šerm na Letních olympijských hrách 1980.

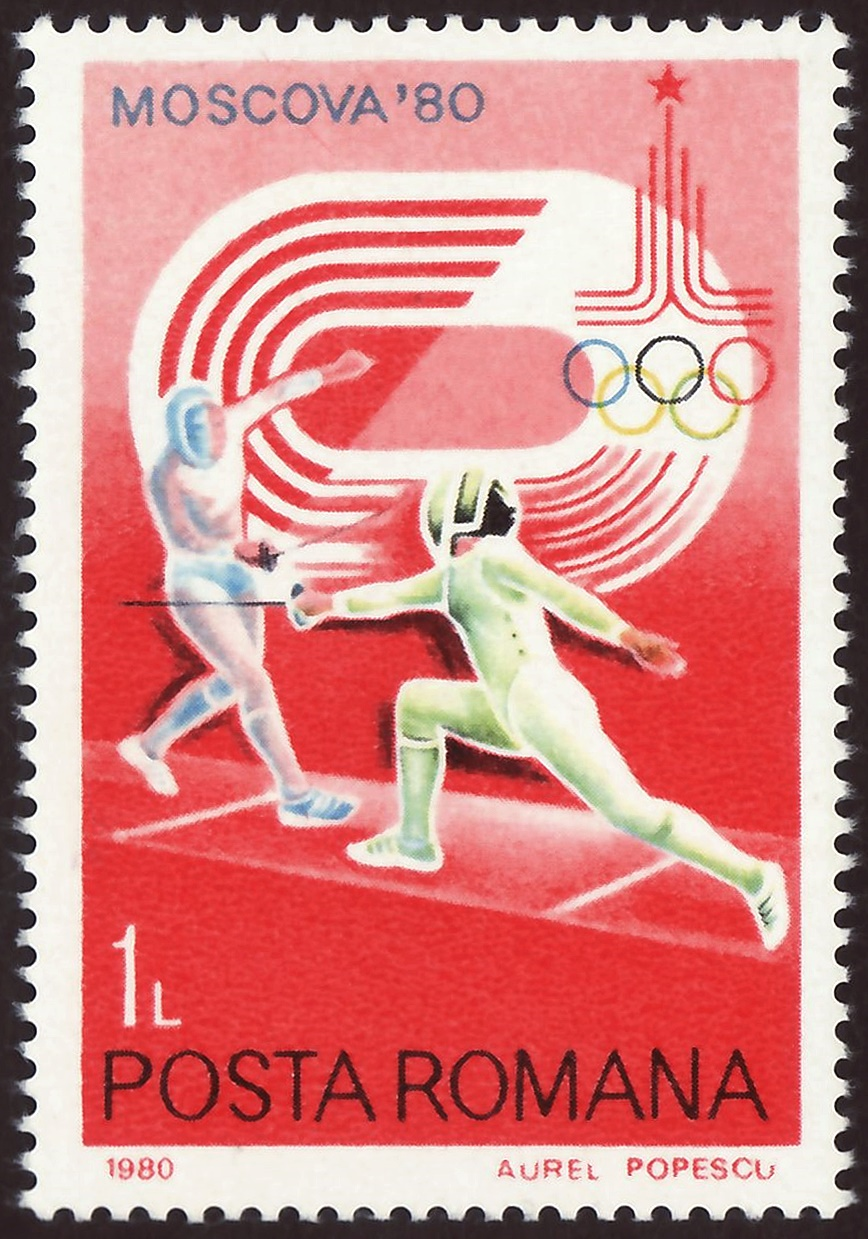
Rumunská poštovní známka s motivem šermu na LOH 1980

## Medailisté

### Muži
| Kategorie            | Zlato | Stříbro | Bronz |
| -------------------- | --- | --- | --- |
| Fleret - jednotlivci | Vladimir Smirnov · Sovětský svaz (URS)                                                                          | Pascal Jolyot · Francie (FRA)                                                                                      | Alexandr Romaňkov · Sovětský svaz (URS)                                                                             |
| Kord - jednotlivci   | Johan Harmenberg · Švédsko (SWE)                                                                                | Ernő Kolczonay · Maďarsko (HUN)                                                                                    | Philippe Riboud · Francie (FRA)                                                                                     |
| Šavle - jednotlivci  | Viktor Krovopuskov · Sovětský svaz (URS)                                                                        | Michail Burcev · Sovětský svaz (URS)                                                                               | Imre Gedővári · Maďarsko (HUN)                                                                                      |
| Fleret - družstvo    | Francie (FRA) · Didier Flament · Pascal Jolyot · Bruno Boscherie · Philippe Bonin · Frédéric Pietruszka         | Sovětský svaz (URS) · Alexandr Romaňkov · Vladimir Smirnov · Sabirdžan Ruzijev · Ašot Karagjan · Vladimir Lapickij | Polsko (POL) · Adam Robak · Bogusław Zych · Lech Koziejowski · Marian Sypniewski                                    |
| Kord - družstvo      | Francie (FRA) · Philippe Riboud · Patrick Picot · Hubert Gardas · Philippe Boisse · Michel Salesse              | Polsko (POL) · Piotr Jabłkowski · Andrzej Lis · Leszek Swornowski · Ludomir Chronowski · Mariusz Strzałka          | Sovětský svaz (URS) · Ašot Karagjan · Boris Lukomskij · Alexandr Abušachmetov · Alexandr Možajev · Vladimir Smirnov |
| Šavle - družstvo     | Sovětský svaz (URS) · Michail Burcev · Viktor Krovopuskov · Viktor Siďak · Vladimir Nazlymov · Nikolaj Aljochin | Itálie (ITA) · Michele Maffei · Mario Aldo Montano · Marco Romano · Ferdinando Meglio · Giovanni Scalzo            | Maďarsko (HUN) · Imre Gedővári · Rudolf Nébald · Pál Gerevich · Ferenc Hammang · György Nébald                      |

### Ženy
| Kategorie            | Zlato | Stříbro | Bronz |
| -------------------- | --- | --- | --- |
| Fleret - jednotlivci | Pascale Trinquetová · Francie (FRA)                                                                                      | Magda Marosová · Maďarsko (HUN)                                                                                           | Barbara Wysoczańská · Polsko (POL)                                                                                    |
| Fleret - družstvo    | Francie (FRA) · Brigitte Latrille-Gaudin · Pascale Trinquetová · Isabelle Begard · Veronique Brouquier · Christine Muzio | Sovětský svaz (URS) · Valentina Sidorovová · Najila Giljazovová · Jelena Bělovová · Irina Ušakovová · Larisa Cagarajevová | Maďarsko (HUN) · Ildikó Schwarczenbergerová · Magda Marosová · Gertrúd Stefaneková · Zsuzsanna Szőcsová · Edit Kovács |

### Přehled medailí
| Pořadí | Země                | Zlato | Stříbro | Bronz | Celkově |
| ------ | ------------------- | ----- | ------- | ----- | ------- |
| 1.     | Francie (FRA)       | 4     | 1       | 1     | 6       |
| 2.     | Sovětský svaz (URS) | 3     | 3       | 2     | 8       |
| 3.     | Švédsko (SWE)       | 1     | 0       | 0     | 1       |
| 4.     | Maďarsko (HUN)      | 0     | 2       | 3     | 5       |
| 5.     | Polsko (POL)        | 0     | 1       | 2     | 3       |
| 6.     | Itálie (ITA)        | 0     | 1       | 0     | 1       |